# Buna (rijeka)
Buna je rijeka u Bosni i Hercegovini, lijevi pritok Neretve, u koju se ulijeva oko 15 km nizvodno od Mostara. Duga je 9 km. Buna nastaje od krškog vrela Bunice, koje se nalazi ispod strmog vapnenačkog odsjeka prostora Rudine i od vrela ispod vapnenačkog odsjeka u Blagaju. Bogata je vodom 39 m³/s. Najviši vodostaji su u studenom, a najniži u lipnju i kolovozu.
Na Buni se nalaze mrijestilište i uzgajališe pastrve, okolina je pogodna za poljoprivredu, naročito, voće, povrće i vinova loza. Na samom vrelu koje izbija iz duboke pećine u Blagaju nalazi se stara derviška tekija koju još 1664. spominje putopisac Evlija Ćelebija. Prije samog izvora, Buna pod zemljom protječe devetnaest i pol kilometara. Iznad vrela Bune nalazi se utvrđeni grad Stjepangrad.
U Neretvu se ulijeva na lokalitetu Bunskih kanala.